# Masacrul de la Orhei
Masacrul de la Orhei reprezintă o serie de execuții și crime extrajudiciare comise periodic de autoritățile sovietice în perioada primei ocupații (1940 - iulie 1941), îndreptate împotriva cetățenilor români considerați adversari ai regimului stalinist. Numărul exact al victimelor nu este cunoscut cu certitudine până în prezent; totuși, pe baza documentelor de epocă și a estimărilor disponibile, se apreciază că câteva zeci de persoane și-au pierdut viața în urma acestor atrocități, bilanțul cantitativ minim fiind apreciat la circa 40 de oameni omorâți.

## Fondul situației
După instaurarea administrației sovietice în Basarabia, teroarea a fost instituită aproape imediat și legalizată prin Hotărârea nr. 1201-471 ,,Cu privire la activitatea tribunalelor militare pe teritoriul Basarabiei și Nordului Bucovinei". Documentul a fost semnat de președintele Consiliului Comisarilor Poporului al URSS, Viaceslav Molotov, la data de 9 iulie 1940. Activitatea acestor organe represive, în ceea ce privește sancționarea infracțiunilor comise în regiune, era reglementată și clasificată în conformitate cu prevederile Codului Penal al Republicii Sovietice Socialiste Ucrainene.
La data de 10 iulie 1940, Lavrenti Beria îi adresa lui Viaceslav Molotov o scrisoare („strict secretă”), înregistrată cu nr. 2781/b, în care propunea majorarea efectivelor militare de escortă cu 1.910 persoane și mobilizarea anticipată a încă 1.654 de militari, destinați întăririi structurilor armatei de escortă din subordinea NKVD-ului. Această solicitare era motivată pe necesitatea consolidării capacității de supraveghere a sistemului penitenciar din Basarabia și nordul Bucovinei, prin suplimentarea personalului de escortă. Scopul principal era acela de a asigura, în condiții sporite de securitate, executarea măsurilor de arestare și escortarea deținuților. La o etapă ulterioară, NKVD-ul din RSSU/RASSM și-a extins atribuțiile asupra teritoriului Basarabiei, în temeiul ordinului NKVD nr. 00961 din 8 august 1940, emis de autoritatea unională. Conform acestui ordin, a fost reorganizat NKVD-ul RSS Moldovenești, sub conducerea lui Nicolai Sazîkin. În același cadru normativ, au fost înființate șase secții județene ale NKVD-ului, precum și paisprezece secții raionale în stânga Nistrului.

## Masacrele

### Lichidarea membrilor organizației de rezistență antisovieticăMajadahonda
Potrivit raportului întocmit de Poliția Română din Orhei, încă din momentul ocupării orașului de către trupele sovietice a fost declanșat un regim de teroare îndreptat împotriva populației civile pașnice din localitate. În județul Orhei, primarul Vasile Mahu și fostul director al Liceului de Băieți „Vasile Lupu”, Trofim Bacalu, s-au numărat printre primii arestați de către autoritățile sovietice. Totodată, fostul director al școlii din Slobozia Doamnei, fostul primar al Orheiului și deputat în Parlamentul României, Constantin Plăcintă — membru al Frontului Renașterii Naționale (FRN) —, împreună cu fostul comerciant Alexandru Ciobanu și ofițerul în rezervă Ion Ciobanu, membru al Partidului Național Liberal (PNL), au fost condamnați la opt ani de muncă forțată. Aceste acte de represiune și arestări arbitrare au generat o reacție de opoziție în rândul tineretului local. Ca urmare, la inițiativa fraților Anatol și Victor Gumă, a fost fondată la 1 august 1940, în județul Orhei, organizația antisovietică „Majadahonda”. Aceștia din urmă au fost deconspirați după câteva luni, iar un număr de aproximativ 40 de persoane — în majoritate tineri cu vârste de 17–18 ani — au fost arestate. Majoritatea celor reținuți au fost încarcerați în penitenciarul din Orhei, însă 13 elevi, împreună cu o profesoară, au fost transferați la penitenciarul din Chișinău la data de 19 iunie 1941. În noaptea de 24 iunie 1941, Tribunalul Militar al Districtului Odesa a pronunțat condamnări la pedeapsa capitală prin împușcare pentru opt membri ai organizației, în frunte cu Anatol Gumă, iar ceilalți, care nu au atins majoratul, au fost condamnați la pedepse privative de libertate cuprinse între 10 și 25 de ani. Tinerii încarcerați în penitenciarul din Orhei au fost arși de vii de către trupele sovietice, care, aflate în retragere, au incendiat în mod deliberat clădirea instituției.

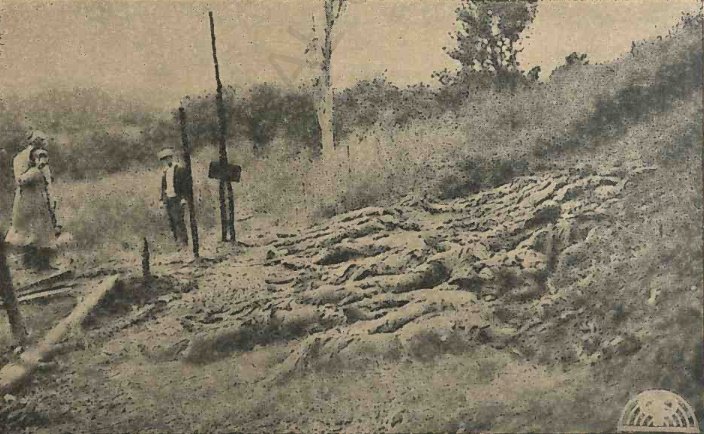
Cel mai probabil că aceste cadavre corespund celor menționate în rapoartele autorităților române, în număr de cel puțin 23 pers. ale căror fețe au fost arse cu vitriol.

### Cadavrele din curtea sediului NKVD
Autoritățile române au identificat, în curtea fostului sediu NKVD din Orhei, o groapă comună în care se aflau trupurile neînsuflețite ale unor cetățeni români asasinați, având fețele mutilate cu vitriol, fapt ce le făcea imposibil de recunoscut. Potrivit estimărilor, în groapa comună au fost descoperite câteva zeci de cadavre, asupra cărora nu s-a găsit niciun document de identitate, nicio sentință ori alt act justificativ emis de autoritățile sovietice care să ateste o eventuală judecată sau condamnare.

### Execuția membrilor Orchestrei Simfonice din Basarabia

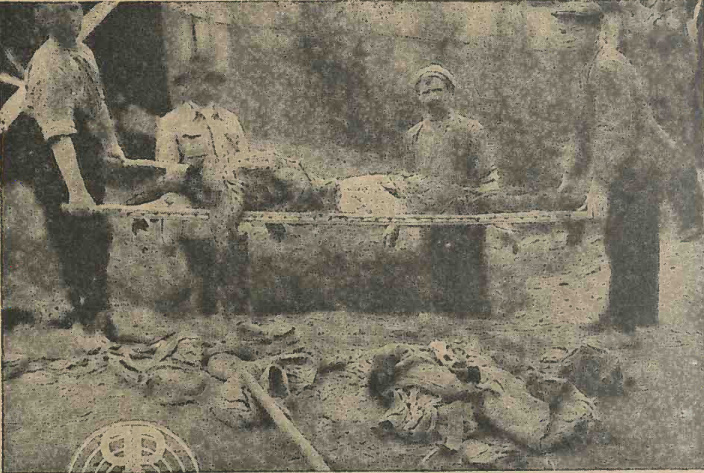
Deshumarea cadavrelor românilor uciși de sovietici la Orhei.

La data de 3 iulie 1940, Orchestra Simfonică din Basarabia, revenită dintr-un turneu susținut la București, a fost interceptată în gara din Chișinău de către autoritățile sovietice. Întregul colectiv artistic a fost arestat și urcat în camioane, fiind ulterior transportat în zona Valea Morii, în apropierea orașului Orhei, unde toți membrii au fost executați. Până în prezent, cauzele exacte ale acestei acțiuni represive nu au fost clarificate. Remarcabil este faptul că, la 1 septembrie 1940, regimul sovietic a înființat un nou ansamblu orchestral, alcătuit din aproximativ 70 de persoane, cel mai probabil cu scopul de a deturna atenția publică de la masacrul muzicienilor basarabeni.